# عصبة العشرة
تأسست «عصبة العشرة» التي ضمّت عدداً من الكتاب والأدباء اللبنانيين الذين شنوا حرباً لا هوادة فيها على القديم البالي من أدبنا المعاصر، وعلى شيوخ الأدب المحنّطين، وعملوا على كسر عالم فكري جامد، وبناء عالم آخر جديد ينبع من الحياة. 

## تأسيسها
أسست عصبة العشرة في بيروت سنة 1930، وكان من أبرز مؤسيسيها: ميشال أبو شهلا (الرئيس)، إلياس أبو شبكة (الرسم)، الشيخ خليل تقي الدين والشيخ فؤاد حبيش وهم أربعة. أما الستة الباقون فكانوا مجرد أصدقاء ومؤيدين وهم: كرم ملحم كرم، ويوسف إبراهيم يزبك، تقي الدين الصلح، توفيق يوسف عواد، عبد الله لحود وميشال أسمر.

## أهدافها ونشاطاتها
يقول الياس أبو شبكة: «إن عصبة العشرة صممت أن تخدم الأدب العربي عن طريق النقد، ولن ترجع عن تصميمها مهما توالت عليها تهجمات السباب والشتائم من أولئك الذين لا يطربهم إلا المدح حتى السخيف المبتذل». ويعترف رئيس العصبة ميشال أبو شهلا في المقدمة التي كتبها لكتاب «الرسوم» بأن «المعاول التي حملها أعضاء العصبة لم تكن معاول هدم وحسد ونقمة، بل معاول بناء، غايتها أن تمهد الطريق للأقلام الجديدة، لتعيد للنشء العربي حب لغته، وتخلق في مجموعة كتّاباً وقراء يغذون الأدب الجديد، وينعشون المكتبة العربية».
كان أعضاء العصبة ينشرون مقالاتهم في الصحف والمجلات إما بأسمائهم الصريحة، أو بأسمائهم المستعارة، فميشال أبو شهلا يوقع باسم «أبو فريد» وفؤاد حبيش باسم «جوابة» أو «منخّل» وإلياس أبو شبكة باسم «رسام» أو «عصبصب» أو «أبو ناصيف» وخليل تقي الدين باسم «بشار».
ولم تقصر نقدها على الأدب وفنونه، بل خصت السياسة بنصيب وافر منه، وكان الشيخ خليل تقي الدين ينشر في مجلة «المضحك المبكي» التي كان يصدرها حبيب كحالة في دمشق، متناولًا في نقده شؤون السياسة. وتبعه في ذلك إلياس أبو شبكة الذي كان يترصد رجال القلم والسياسة والإدارة جميعاً، فيرسمهم وينقدهم ويسخر منهم أحياناً، ويوقع ما يكتبه باسمه المستعار «رسام». وقد جمع هذه المقالات التي نشرها في مجلة «المعرض» في كتابه «الرسوم» الذي صدر عن مطبعة المعرض في بيروت عام 1931.